# Macrochloa tenacissima
L'espart (Macrochloa tenacissima, abans Stipa tenacissima) és una poàcia que es conrea per a aprofitar-ne la fibra. És una planta herbàcia perenne, espitosa, rizomatosa, amb fulles linears, glabres i molt tenaces, l'espiga és groguenca. Creix de manera natural o introduïda en llocs de clima estèpic al sud-est de la península Ibèrica i nord d'Àfrica. Fins a la dècada de 1960 era objecte d'un intens conreu i explotació, després l'encariment de la mà d'obra (cal arrencar l'espart a mà) n'ha fet rar l'aprofitament. De l'espart se'n fan cordes, cabassos, catifes i un paper de gran qualitat.

## Espardenyes
Les populars espardenyes, calçat de gran importància durant segles, deuen el nom al terme occità "espardelha".
| « | “Ordenaren que les espardenyes sien ben feytes et sien de bon espart et que sien en cada espardenya XXVI punts et de sobre lo peu onze cordes et detràs el taló IIII cordes et si en altra manera mal feytes et lo dit compliment de punts et de cordes no hauran, perdre les espardenyes et sien cremades les espardenyes mal feytes…”. | » |
| — | |   |

## Cordes d'espart
Tot i que menys adequades que les de cànem, les cordes d'espart eren emprades en serveis nàutics.

## Teixits
El naturalista William Bowles escrigué el descobriment de teles fines teixides amb fibres d’espart.
| «                                                                                                 | Yo conté quarenta y cinco obras hechas de esparto que sirven para la necesidad ó comodidad, y que ocupan una infinidad de personas en su labor. Sin embargo, estaba reservada para nuestros dias la invencion de curar el esparto y hilarle como el lino ó cáñamo , y hacer de él telas mui finas y primorosas. El Inventor de esta nueva arte halló acogida y favor en el gran Carlos III , no solo protector , sinó promovedor de todas las Artes y Ciencias , y de la industria y felicidad de sus Vasallos. Llevado , pues , S.M. de tan nobles impulsos, concedió al dicho Inventor muchos privilegios , y lo que es más, le hizo subministrar de su Erario una gran suma de dinero para ayuda de establecer sus fábricas. | » |
| — Introduccion a la historia natural, y a la geografía física de España, por D. Guillermo Bowles. | |   |

## Història
- Comentaris de diversos autors clàssics.[10]
- Heròdot. Pont de barques lligat amb maromes d'espart.[11] Altres versions parlen de cànem.[12][13]
- 76 dC. Plini el Vell escrigué De la natura de l’espart i Del mode de preparar l'espart.[14]
- Comerç a la Carthago Nova romana.[15]